# Spheciospongia purpurea
Spheciospongia purpurea är en svampdjursart som först beskrevs av Jean-Baptiste Lamarck 1815.  Spheciospongia purpurea ingår i släktet Spheciospongia och familjen borrsvampar. Utöver nominatformen finns också underarten S. p. glaebrosa.